# Moravské kroje
Moravské kroje jsou moravské lidové oděvy (kroje).

## Tradice

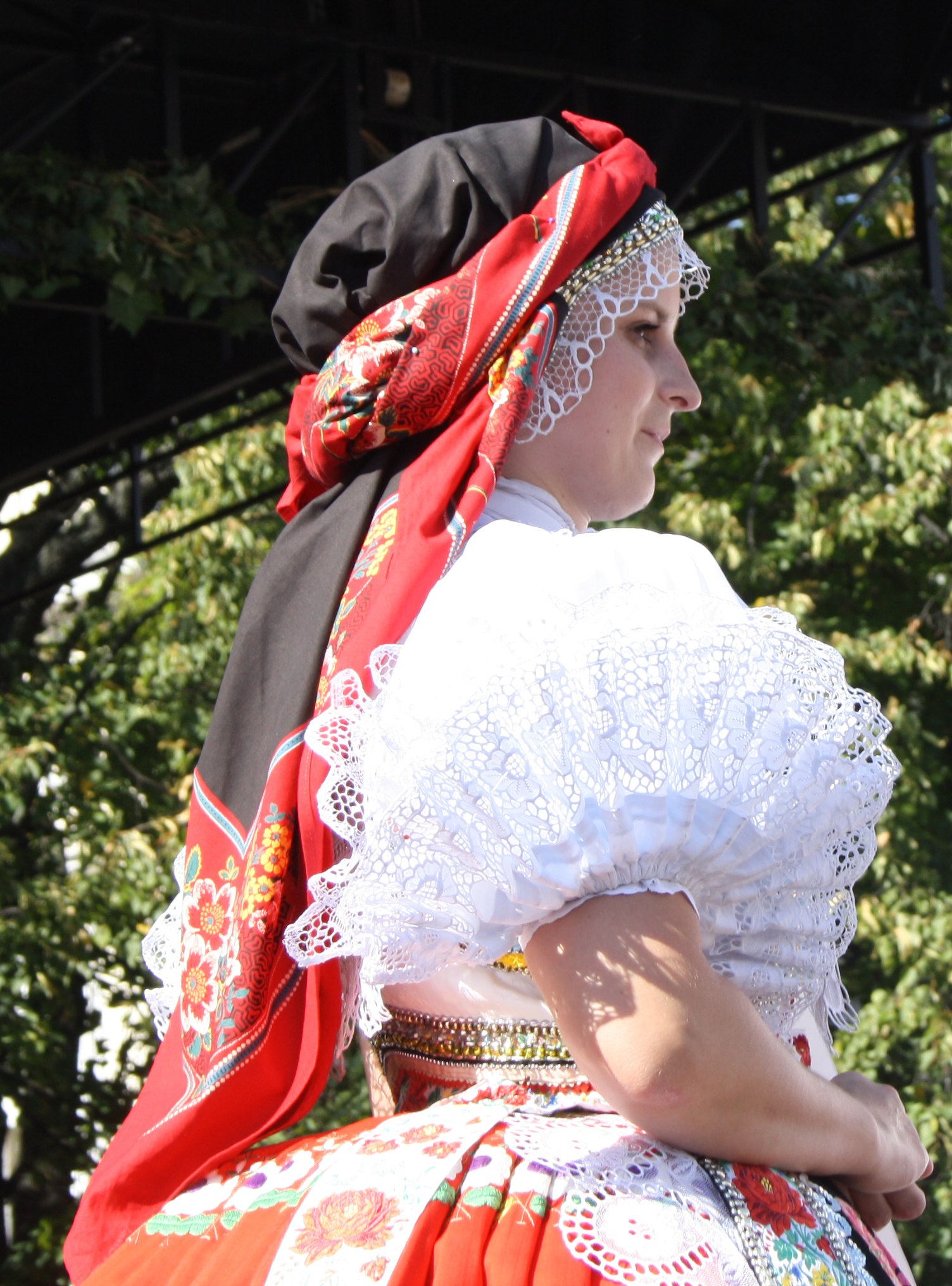
Rukávce svobodné ženy

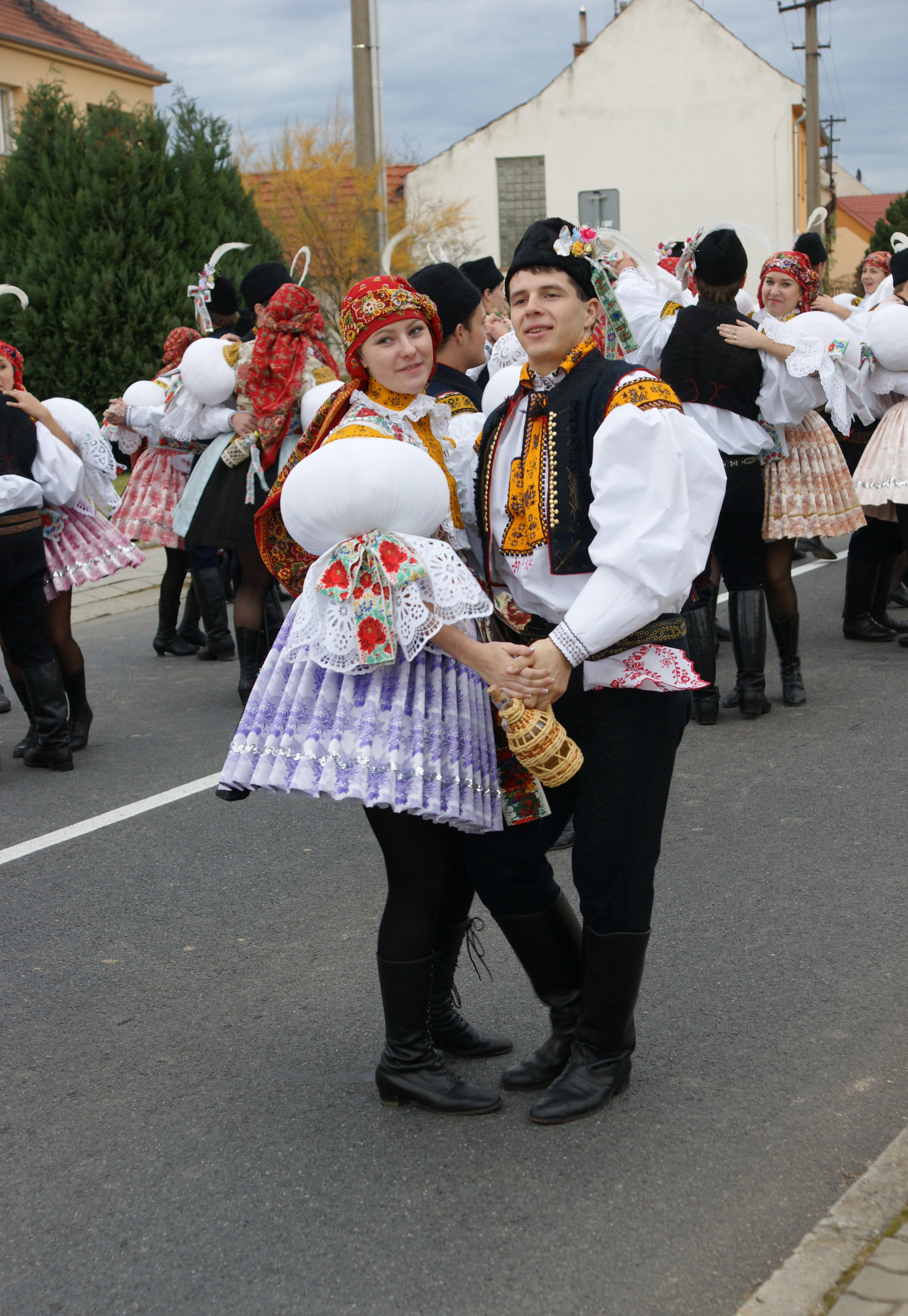
Nedachlebský kroj

Základní typy krojů na Moravě se v podstatně shodují se základními etnografickými regiony. V současné době  je známe většinou ustrnulé v určitém stádiu vývoje, jen některé jsou dosud živé. Na Moravě je to v podstatě celé Slovácko (např. Podluží, Kyjovsko či Horňácko, kde jsou dodnes staré ženy, které mají ve svém šatníku jen toto oblečení, které běžně nosí. Jiné kroje, jako např. jihlavský, zanikly náhle z vnějších důvodů. V tomto případě bylo důvodem vyhnání německého obyvatelstva z Jihlavska. Staré ženy v českých a smíšených vesnicích kroj odložily velice brzy poté, aby nebyly spojovány s tehdy nenáviděným německým etnikem. Většinou však je zánik nošení lidového kroje spojován s masivní industrializací země v průběhu 19. století.

## Západní Morava
Kroje na západní Moravě (Horácku, Podhorácku) nebo na Brněnsku řadíme ke krojům tzv. západního typu. Z módy vyšších vrstev si vybírají určité součástky a materiály a přetvářejí je ke své potřebě. Příkladem mohou být krátké kožené kalhoty u mužů, v ženské módě například různé druhy kabátků.

## Slovácko a Valašsko
Naopak kroje na Slovácku nebo Valašsku vykazují vlivy východního oblékání. Říkáme jim také karpatský typ nebo dvouzástěrový typ. Pro ně je typické používání vlněných a bavlněných látek. Ženy místo sešité sukně nosí dvě zástěry, jednu uvazovanou odzadu dopředu (tzv. šorec) a druhou přes ni odpředu dozadu (fěrtoch). Tento typ najdeme kromě Moravy i na Ukrajině, v Rumunsku, Bulharsku nebo Srbsku. Délka sukní je velmi různá od extrémně krátkých (Kyjovsko - např. sukně hovoranského kroje si nezadají s minisukněmi, sahajíce 10-15 cm nad kolena, a to i u starých žen) po mimořádně dlouhé až ke kotníkům (hanácký kroj). Pro muže je typické nošení soukenných nohavic. Typickou obuví karpatské oblasti jsou krpce, a to především v hornatých regionech (Valašsko), pro úrodné nížinné oblasti jsou naopak příznačné vysoké holínky, často nejen u mužského, ale i ženského kroje.

## Silueta moravského kroje
Pro krondy v našich zemích je typická snaha o co nejširší siluetu. Toho se docilovalo podvlékáním několika spodních sukní a jejich silným škrobením. Šířkou vynikají dodnes kroje např. v okolí Brna. Pro Moravu je typická také jedna významná součást obřadního kroje, kterou najdeme téměř na celém území. Je to velká vyšívaná plachta kladená nevěstě kolem ramen, tzv. úvodnice. Na většině území byla už vytlačena archaická část kroje vdaných žen, tzv. šatka. Nahradili ji čepce a šátky různých druhů a úvazů.

## Regionální styly krojů
|  | Horácký - jihlavský - horácký (severní) - horácký (jižní) - malohanácký |
|  | Brněnské - východní Brněnsko - černovický - líšenský - šlapanický - tuřanský - slavkovský - žatčanský - moutnický - ochozský Brněnské - západní Brněnsko - bohunický - bosonožský - komínský - ořechovský - ostopovický - starolískovecký - novolískovecký - střelický - troubský - kroj ze Silůvek - žabovřeský - ostrovačický - kroj z Popůvek - kroj z Brna-Židenic - a další |
|  | Hanácké - baňácké - blaťácké - hostýnského Záhoří - Horní Hané |
|  | Slovácké - Hanáckoslovácké (severní, jižní) - podlužácký - dolňácké (kyjovský, severokyjovský, jihokyjovský, mutěnsko-hovoranský) - vracovský - strážnické (petrovský, rohatecký) - vnorovské - ostrožské - hradišťské (staroměstský, polešovský, brodské) - horňácké - Luhačovského Zálesí - kopaničářské                                                                       |
|  | Valašský - jihovalašský - rožnovský - severovalašský |
|  | Lašské - štramberský - hodslavický |
|  | Kravařský |
|  | Hřebečský |
|  | |